# Ядрен опит
Ядреният опит е военен експеримент, целящ да установи ефектите, мощността и разрушителната сила на определен вид атомно оръжие. Ядрените опити се провеждат в различни условия и често чрез тях дадена държава официално обявява, че притежава ядрено оръжие.

## Видове ядрени опити
Ядрените опити за военни цели биват 3 вида.

### Атмосферни
Това са ядрени опити, които се провеждат в земната атмосфера. Най-често устройството е монтирано на много висока специална кула, издигнато във въздуха на определена височина чрез балон, пуснато от самолет, поставено на кораб, или просто на земята. Понякога като отделен вид ядрени опити се определят и екзоатмосферните, при които ядреното устройство се изстрелва от ракета и детонира на голяма височина. Атомният взрив близо до повърхността на Земята издига във въздуха огромни количества прах и пръст, които са радиоактивни и след приземяването си причиняват радиоактивно замърсяване. При тях се наблюдава характерният облак с формата на гъба, при който огненото кълбо е „короната“ на гъбата, а всмуканите частици са „стъблото“. Екзоатмосферните опити не причиняват образуването на такава гъба или значително замърсяване, но могат да причинят смущения в комуникациите над голяма площ и изкуствено полярно сияние.

### Подводни
Подводният ядрен опит се състои в детонирането на атомно устройство под повърхността на воден басейн, най-често в Световния океан. Бомбата се поставя в целенасочено потопен на определна дълбочина кораб, в специална капсула закотвена за дъното, или под самото дъно на морето. При подводните опити също се образува ядрена гъба, но тя е съставена от пара, а не земни частици. Понякога се образува и само стълб или кълбо от пара над повърхността. Целта на този вид изпитания е да се изучи ефектът от употребата на ядрени оръжия срещу формирования от военноморски плавателни съдове, като кораби и подводници.

### Подземни
Подземният опит се състои в детонацията на атомно устройство на определена дълбочина под земната повърхност. По-голямата част от опитите, проведени от СССР и САЩ са били именно подземни. Изпитването на ядрени оръжия в атмосферата през 50-те години довежда до значително радиоактивно замърсяване на големи площи, което налага детонациите да се провеждат под повърхността.

## Ядрени опити по страна

### Първи ядрени опити
- САЩ – 16 юли 1945, недалеч от Сокоро, Ню Мексико. Мощност: 20 килотона (виж Тринити (опит))
- СССР – 29 август 1949, недалеч от Семипалатинск, Казахстан. Мощност: 22 килотона (виж РДС-1)
- Великобритания – 3 октомври 1952, острови Монтебело, Австралия. Мощност: 25 килотона (виж Операция Ураган)
- Франция – 13 февруари 1960, Сахара, Алжир. Мощност: 70 килотона (виж Син тушканчик)
- Китай – 16 октомври 1964, Лоп нур, Китай. Мощност: 22 килотона (виж 596 (ядрен опит))
- Индия – 18 май 1974, недалеч от Покхран, Индия. Мощност: 12 килотона (виж Усмихнатият Буда)
- Пакистан – 28 май 1998, планина Кох Камбаран, Пакистан. Мощност: най-малко 43 килотона (виж Чагай-I)
- Северна Корея – 9 октомври 2006, недалеч от Килчу, КНДР. Мощност: 1 килотон или по-малко (виж Севернокорейски ядрен опит)

### Ядрени опити по страни
- САЩ – 1054, официален брой
- СССР – 715, официален брой
- Франция – 210, официален брой
- Великобритания – 45
- Китай – 45
- Индия – 6
- Пакистан – 1 с 6 устройства
- Северна Корея – 2
- Израел/Южна Африка – 1, виж Инцидент Вела